# Charles Brannock
Charles F. Brannock (16 de maio de 1903 — 22 de novembro de 1992) foi um inventor estadunidense. Inventou um aparelho para medir as dimensões dos sapatos, que ficou conhecido pelo seu nome, o  dispositivo de Brannock,